# Nieuwe IJsselbrug (Zwolle)
De Nieuwe IJsselbrug (ook wel Katerveerbrug of Brug Katerveer II) is een brug over de IJssel bij Zwolle waarover de A28 loopt.
Aansluitend aan de brug ligt het knooppunt Hattemerbroek, waar de A50, N50 en A28 samenkomen. Aan de Overijsselse kant beginnen na de brug plusstroken door Zwolle.
De brug is op 29 september 1970 opengesteld voor het verkeer. Sindsdien is het verkeer gegroeid, naar ongeveer 122.900 voertuigen dagelijks in 2015. De brug vormde samen met het traject naar Meppel het grootste knelpunt van Noordoost-Nederland. De A28 is ter plekke in 2010/2011 verbreed naar 2×4 rijstroken, daarbij werd de vluchtstrook opgeofferd.
De Nieuwe IJsselbrug ligt enkele honderden meters ten noorden van de Oude IJsselbrug en de spoorbrug over de IJssel. Op de brug bevindt zich de provinciegrens, alhoewel de welkomstborden van de provincie Overijssel niet op de brug zelf staan, maar bij de afslag Zwolle-Zuid.

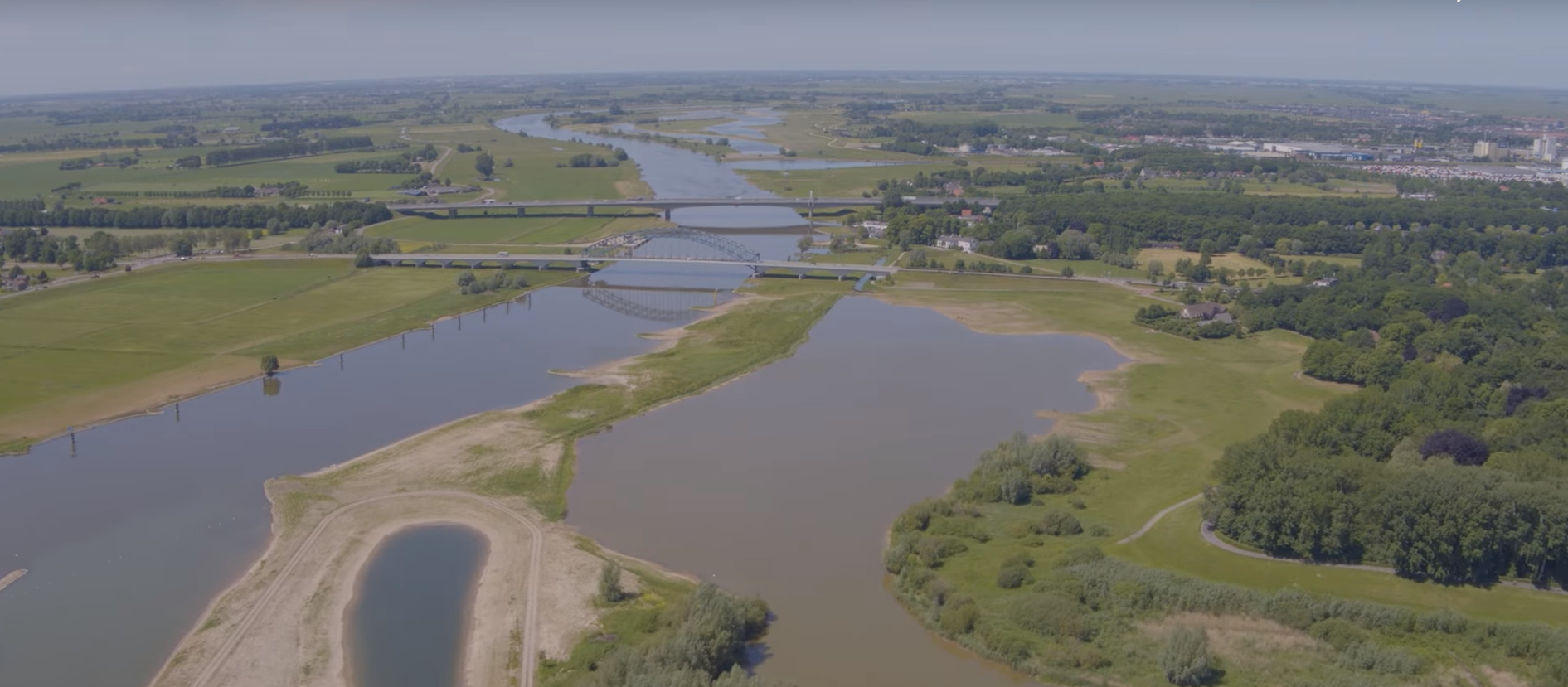
De Oude- en Nieuwe IJsselbrug bij Zwolle, met op de achtergrond het Ruimte voor de Rivier-project de Vreugderijkerwaard